# フランツ・コレクション
フランツ・コレクション（FRANZ Collection INC.）は台湾の陶磁器メーカー。高級食器中心にテーブルウェア類、家具などのインテリア類を製造・販売しているが、アクセサリなどのギフトアイテム類も扱っている。日本には子会社としてフランツ・コレクション合同会社がある。
「フランツ」ブランドは2001年に創設され、2002年ニューヨークギフトフェアで「蝶舞シリーズ」が2002年ベストギフト（Best in Gift）賞に選ばれている。世界中に6,000軒近い販売拠点を持っている。